# Académie internationale d’héraldique
Die Académie internationale d’héraldique, Abkürzung AIH, englisch International Academy of Heraldry, deutsch Internationale Akademie für Heraldik, lateinisch Academia Internationalis Heraldica, ist eine internationale akademische Vereinigung von Heraldikern. Ihre Mitgliederzahl ist beschränkt. Neue Mitglieder werden durch Kooptation hinzugewählt. Die Organisation wurde 1949 in Paris von dem belgischen Baron Gaston Stalins (1879–1952) und französischen Heraldikern gegründet, um die Wappenkunde zu fördern. Seit den 1960er Jahren hat sie ihren ständigen Sitz in Genf, ihre wissenschaftliche Bibliothek ist in der Bibliothèque nationale de France untergebracht. Gewöhnlich organisiert sie alle zwei Jahre ein internationales Kolloquium. Außerdem ist sie Mitveranstalterin des Internationalen Kongresses für Genealogie und Heraldik. Die dort gehaltenen Vorträge geben einen Überblick über die europäische Heraldik und werden in Sammelbänden veröffentlicht.